# Nikołaj Fiedorienko
Nikołaj Trofimowicz Fiedorienko (ros. Николай Трофимович Федоренко, ur. 9 listopada 1912 w Piatigorsku, zm. 2 października 2000 w Moskwie) – radziecki filolog i dyplomata.

## Życiorys
11 kwietnia 1935 został aresztowany, 9 czerwca 1935 zwolniony, 1937 ukończył Moskiewski Instytut Orientalistyki, w którym 1937-1939 był aspirantem. Od 1939 pracował w Ludowym Komisariacie Spraw Zagranicznych ZSRR, 1943 został doktorem nauk filologicznych i członkiem WKP(b), 1946-1948 był radcą Ambasady ZSRR w Chinach, a 1948-1949 kierownikiem Wydziału I Dalekowschodniego Ministerstwa Spraw Zagranicznych ZSRR. W latach 1950–1952 ponownie był radcą Ambasady ZSRR w Chinach, od 1952 do kwietnia 1953 ponownie kierownikiem Wydziału I Dalekowschodniego MSZ ZSRR, od kwietnia 1953 do 1955 kierownikiem Wydziału Państw Dalekiego Wschodu MSZ ZSRR, jednocześnie 1954-1955 członkiem Kolegium MSZ ZSRR. W 1953 został profesorem, 1955-1958 był zastępcą ministra spraw zagranicznych ZSRR, od 15 czerwca 1958 do 16 lipca 1962 ambasadorem nadzwyczajnym i pełnomocnym ZSRR w Japonii, a od lipca 1962 do 1968 stałym przedstawicielem ZSRR przy ONZ. Jednocześnie od stycznia 1963 do 1968 był przedstawicielem ZSRR w Radzie Bezpieczeństwa ONZ, od 8 kwietnia 1966 do 30 marca 1971 członkiem Centralnej Komisji Rewizyjnej KPZR, 1968-1988 starszym i głównym pracownikiem naukowym Instytutu Orientalistyki Akademii Nauk ZSRR, jednocześnie 1970-1988 redaktorem naczelnym pisma "Inostrannaja Literatura". Od 1971 był sekretarzem Zarządu Związku Pisarzy ZSRR. 20 czerwca 1958 został członkiem korespondentem Akademii Nauk ZSRR, 1961 honorowym członkiem Instytutu Sinologii w Tokio, a 1975 honorowym członkiem Academia del Arti Disenio we Florencji. Był odznaczony dwoma Orderami Lenina i czterema innymi orderami.